# De dinariske Alper
Dinariske Alper (kroatisk og bosnisk Dinarsko gorje eller Dinaridi, serbisk Динарско горје eller Динариди; slovensk Dinarsko gorstvo; italiensk Alpi Dinariche) er en bjergkæde i Sydeuropa i landene Slovenien, Kroatien, Bosnien-Hercegovina, Serbien, Montenegro, Kosovo og Albanien.
Den strækker sig 645 km langs kysten af Adriaterhavet (nordvest-sydvest) fra De juliske alper i nordvest og ned til Šar-Korab-massivet, hvor bjergene går i nord-sydlig retning. Det højeste bjerg i de Dinariske Alper er Prokletije, på grænsen mellem Montenegro og Albanien, med en top kaldt Jezerca på 2.692 m.
De Dinariske Alper er det mest kuperede og udstrakte bjergområde i Europa bort set fra Kaukasus, Alperne og De skandinaviske bjerge. De er stort set dannet af sedimentære bjergarter som dolomit, kalksten, sand og konglomerat dannet af hav og indsøer som en gang dækkede området.